# Bartramidula nana
Bartramidula nana är en bladmossart som beskrevs av Jean Édouard Gabriel Narcisse Paris 1900. Bartramidula nana ingår i släktet Bartramidula och familjen Bartramiaceae. Inga underarter finns listade i Catalogue of Life.